# Ernst Jacobsthal
Ernst Erich Jacobsthal (Berlim, 16 de outubro de 1882 – Überlingen, 6 de fevereiro de 1965) foi um matemático alemão. Irmão do arqueólogo Paul Jacobsthal.
Obteve o doutorado em 1906 na Universidade de Berlim, onde foi aluno de Ferdinand Georg Frobenius, Hermann Amandus Schwarz e Issai Schur.